# José Luis Sellés
José Luis López Sellés es un guionista de historietas español, 

## Biografía
José Luis López Sellés inició su carrera en las pequeñas editoriales Lerso y Jovi.
Pasó a principios de los años cincuenta a Valenciana, trabajando en revistas como "Jaimito" y "S.O.S." y colecciones como "Juventud Audaz".

## Obra
| Años | Título                       | Dibujante               | Tipo                  | Publicación    |
| ---- | ---------------------------- | ----------------------- | --------------------- | -------------- |
| 1946 | Pinky, el Halcón             | F. Kätelhöm             | Serial                | Lerso          |
| 1946 | Sergio Antúnez               | J. J. Gascó             | Serial                | Lerso          |
| 1950 | Gary Cooper                  | José Luis, Emilio Frejo | Serial                | Jovi           |
| 1951 | Zhar, el Justiciero          | José Luis               | Serie con Julio Marco | Juventud Audaz |
| 1951 | La Dama Desconocida          | Claudio Tinoco          | Serie                 | Juventud Audaz |
| 1951 | King Force, Rey de la Fuerza | José Grau               | Serie con Julio Marco | Juventud Audaz |